# Trichotosia pilosissima
Trichotosia pilosissima là một loài thực vật có hoa trong họ Lan. Loài này được (Rolfe) J.J.Wood miêu tả khoa học đầu tiên năm 1993.